# Черевики мертвої жінки
Черевики мертвої жінки (англ. Dead Woman's Shoes) — перший сегмент 9-го епізоду 1-го сезону телевізійного серіалу «Зона сутінків», центральною темою якого є те, як сильно може змінитися особистість лише за допомогою однієї пари взуття.

## Сюжет
Головна героїня епізоду, сором'язлива та дуже скромна за характером жінка на ім'я Медді Дункан, працює в крамниці, де продають одяг та взуття. Одного разу вона, сховавшись у підсобному приміщенні від занадто наполегливого залицяльника, знаходить у ньому одну пару звичайних чорних жіночих черевиків. Але звичайними ці черевики є лише на вигляд — раніше вони належали дружині багатія Кайла Монтгомері С'юзан, яка загинула внаслідок нещасного випадку, впавши з драбини у їхньому маєтку. Вона відрізнялася зухвалістю та вибуховим характером, і кожна жінка, яка наважувалася вдягнути ці черевики, одразу перетворювалася цілком на покійну С'юзан Монтгомері, зберігаючи при цьому лише власну зовнішність, а також, дивлячись у дзеркало, бачила замість себе відображення обличчя покійної. Аналогічна метаморфоза відбувається і з Медді: вдягнувши черевики покійної С'юзан Монтгомері, вона моментально перетворюється на неї та, вийшовши зі свого місця роботи, прямує до будинку, де вона мешкала зі своїм чоловіком — крім характеру, жінка відтепер володіє також і цінною інформацією, якою перед цим володіла С'юзан.
Зайшовши до маєтку Кайла Монтгомері, Медді сперечається з хамуватою служницею Інес та вимагає зустрічі з «чоловіком». Потім вона дзвонить до нього на роботу, після чого він хутко повертається додому, підозрюючи, що його просто розігрують, та намагається з'ясувати, ким ця жінка є насправді та чого їй від нього треба. Після нетривалої суперечки Медді бере пістолет та робить один за одним постріли, намагаючись вбити Кайла, внаслідок чого він тікає, а вона в процесі гонитви за ним знімає з себе черевики й викидає у вуличний смітник. Далі жінка перетворюється на ту саму Медді, якою вона була до цього, та, викинувши пістолет у газон, тікає звідти. Після розмови з поліціянтами, яких викликала покоївка під час інциденту, Кайл Монтгомері звільнює служницю та приймає рішення на деякий час змінити місце проживання. Однак в цей час викинуті черевики знаходить інша жінка та, вдягнувши їх і підібравши зброю, яку перед цим викинула Медді, прямує до помешкання Монтгомері, після чого історія добігає свого логічного кінця.

## Оповіді

### Заключна оповідь
«По мірі проходження нашого життя, якщо ми не дізнаємося нічого іншого, то дізнаємося, що єдине незмінне в житті — це смерть та податки. Але в потойбічний світ їх з собою не візьмеш. Інший заспокоюючий вислів говорить, що в реальному світі немає винятків, однак все стає дуже хитким, коли думаєш про останню межу в зоні сутінків».

## Цікаві факти
- Епізод не має оповіді на початку.
- Епізод є ремейком іншого епізоду — «Черевики мертвого чоловіка» (англ. Dead Man's Shoes) оригінальної «Зони сутінків», знятого за розповіддю Чарльза Бомона та Осео (ОСі) Рітча (англ. OCee Ritch).

## Ролі виконують
- Джефрі Тамбор — Кайл Монтгомері
- Хелен Міррен — Медді Дункан
- Тереза Салдана — Інес
- Роберт Пастореллі — чоловік
- Саша фон Шерлер — Ейлін
- Гарді Роулз — Хайятт
- Джулі Долан — перша дівчина
- Леслі Бега — друга дівчина
- Нана Візітор — Лорі
- Ленс Ніколс — таксист
- Піа Ґрьоннінґ — С'юзан Монтгомері

## Реліз
Прем'єра епізоду відбулась 22 листопада 1985 у Великій Британії.